# New Shirayuri
Le New Shirayuri (ニューしらゆり, Nyū Shirayuri) est un ferry ayant appartenu à la compagnie japonaise Shin Nihonkai Ferry. Construit entre 1986 et 1987 aux chantiers IHI d'Aioi, il est mis en service en avril 1987 sur les liaisons entre les îles d'Honshū et d'Hokkaidō. Transféré en 2003 au sein de la compagnie Suzhou Shimonoseki Ferry, autre filiale du groupe SHK, il est rebaptisé Utopia 2 (ゆうとぴあ2, Yūtopia 2) et affecté aux lignes internationales entre le Japon et la Chine. Retiré du service en 2009, il reste désarmé jusqu'en 2016 avant d'être acheminé à Alang pour y être démoli.

## Histoire

### Origines et construction
À partir des années 1980, la compagnie Shin Nihonkai Ferry entreprend le renouvellement de sa flotte en service entre Honshū et Hokkaidō. Après avoir franchi un cap avec la mise en service de l'imposant Ferry Lilac entre Maizuru et Otaru en 1984, l'armateur japonais décide de faire de même pour sa ligne entre Niigata et Otaru avec la construction de deux car-ferries jumeaux qui remplaceront les Ferry Hamanasu et Ferry Shirayuri.
Affichant des dimensions similaires à celles du Ferry Lilac, les futurs navires sont cependant mois longs en raison des dimensions restreintes du port de Niigata. Ils se démarquent néanmoins de leur aîné de par la conception de leurs aménagements intérieurs, bien plus confortables et occupant une surface plus grande.
Prévu pour remplacer le Ferry Shirayuri, le nouveau navire, baptisé New Shirayuri, est construit par les chantiers IHI d'Aioi, également constructeur du Ferry Lilac. Le navire lancé le 5 février 1987. Après quelques mois de finitions, il est livré à Shin Nihonkai en avril 1987.

### Service

#### Shin Nihonkai Ferry (1987-2003)
Le New Shirayuri est mis en service au mois d'avril 1987 entre Niigata et Otaru. Il y rejoint son jumeau le New Hamanasu, mis en exploitation un mois auparavant.
En février 1990, le navire rejoint les chantiers qui l'ont vu naître afin de bénéficier de quelques travaux de transformation consistant notamment en l'ajout de nouvelles cabines permettant d'augmenter sa capacité d'emport.
En 1997, le navire est repeint aux nouvelles couleurs de Shin Nihonkai avec l'inscription du logo en bleu sur sa coque en remplacement de la traditionnelle bande verte.
En février 2003, le New Shirayuri est remplacé sur son itinéraire par le nouveau Yuukari. Retiré du service, il est transféré sous les couleurs de la compagnie Suzhou Shimonoseki Ferry, autre société détenue par le groupe SHK, maison mère de Shin Nihonkai.

#### Suzhou Shimonoseki Ferry (2003-2016)
Rebaptisé Utopia 2, le car-ferry entame sa seconde carrière entre Shimonoseki, Shanghai et Qingdao en Chine. La ligne vers Shanghai sera rapidement interrompue en raison de l'encombrement du port.
En 2006, le port d'arrivée en Chine est déménagé à Suzhou. Dans un premier temps, le navire ne transporte que du fret en raison d'un retard dans l'obtention de l'autorisation des autorités chinoises pour transporter des passagers, ce qui sera finalement réglé en août 2007.
L‘Utopia 2 est retiré du service en octobre 2009 à la suite de la mise en service du nouvel Utopia IV. Désarmé jusqu'en juin 2016, il est finalement vendu à la démolition. Il rejoint donc les plages d'Alang en Inde via Hong Kong et Singapour sous le nom de Top.

## Aménagements
Le New Shirayuri possédait 8 ponts. Si le navire s'étendait en réalité sur 10 ponts, deux d'entre eux étaient inexistants au niveau des garages afin de permettre au navire de transporter du fret. À l'époque japonaise du navire, la numérotation des ponts débutait à partir du pont garage inférieur (correspondant au pont 1). Les locaux passagers occupaient les ponts 3, 4 et 5 tandis que l'arrière du pont 3 est consacré à l'équipage. Les ponts 1, et 2 et 3 abritent quant à eux les garages. À partir de 2002, la numérotation commerciale concordait avec le nombre total d'étages.

### Locaux communs
Les passagers avaient à leur disposition un restaurant, un grill et deux salons En plus de ces principaux aménagements, le navire proposait également deux bains publics (appelés sentō), l'un pour les hommes, l'autre pour les femmes une boutique, une salle de jeux vidéos ainsi qu'une salle de sport.

### Cabines
Les cabines étaient réparties deux catégories selon le niveau de confort. Ainsi, le navire était équipé en 1re classe de deux suites à deux personnes, 8 cabines spéciales de style occidental à deux et deux cabines triples de style japonais ainsi que 8 cabines à deux, 10 cabines à quatre et 16 cabines à cinq.
En 2de classe, les passagers logeaient dans des dortoirs collectifs pour un total de 698 places.

## Caractéristiques
Le New Shirayuri mesurait 184,50 mètres de long pour 26,50 mètres de large, son tonnage était à l'origine de 17 261 UMS (ce qui n'est pas exact, le tonnage des car-ferries japonais étant défini sur des critères différents) puis sera porté en 1990 à 17 393 UMS. Il pouvait embarquer à l'origine 920 passagers puis 932 après la refonte de 1990 ainsi que 103 véhicules et 150 remorques dans son garage accessible par deux portes rampe arrières, l'une axiale, l'autre située à tribord. La propulsion du New Shirayuri était assurée par deux moteurs diesel IHI-Pielstick 9PC40 développant une puissance de 29 700 chevaux entrainant deux hélices à pas variables faisant filer le bâtiment à une vitesse de 22,6 nœuds. Il était en outre doté d'un propulseur d'étrave ainsi que d'un stabilisateur anti-roulis. Les dispositifs de sécurité étaient à l'époque essentiellement composés de radeaux de sauvetage mais aussi d'une embarcation semi-rigide de secours. À partir de 2002, le navire était équipé de deux embarcations de sauvetage fermées de taille moyenne.

## Lignes desservies
Pour Shin Nihonkai Ferry, de 1987 à 2003, le New Shirayuri était affecté principalement entre les îles d'Honshū et d'Hokkaidō sur la ligne Niigata - Otaru.
À partir de 2003, le navire est affecté entre le Japon et la Chine sur la ligne Shimonoseki - Shanghai/Qingdao jusqu'en 2006 puis vers Suzhou jusqu'en 2009 sous les couleurs d'Suzhou Shimonoseki Ferry.